# 茶曲江
茶曲江（越南语：／），是越南中南沿海地區的一条河流。发源于西原达思容山，自西向东流经广义省，最终在该省东隅的大古垒海口注入南海:41。全长135公里，流域面积约3,240平方公里。
茶曲江畔的冲积物形成的平原地是广义重要的农业区，有不少农田分布在河流两岸。由于河道深浅不一，茶曲江不适合大型船舶航行，只能行驶小型船只。茶曲江亦与天印山被越南人视为广义省标志性的景观，素有“茶江春水印山云”之说。